# Dicranomyia (Caenoglochina) subacuminata
Dicranomyia (Caenoglochina) subacuminata is een tweevleugelige uit de familie steltmuggen (Limoniidae). De soort komt voor in het Neotropisch gebied.